# Barnacle Point
Barnacle Point är en udde i Antigua och Barbuda. Den ligger i parishen Parish of Saint George, i den norra delen av landet. På udden ligger stora delar av V. C. Birds internationella flygplats. Viken öster om udden är en viktig plats för fåglar.